# Іст-Таваконі (Техас)
Іст-Таваконі (англ. East Tawakoni) — місто (англ. city) в США, в окрузі Рейнс штату Техас. Населення — 824 особи (2020).

## Географія
Іст-Таваконі розташований за координатами 32°54′27″ пн. ш. 95°55′59″ зх. д. / 32.90750° пн. ш. 95.93306° зх. д. (32.907624, -95.933131).  За даними Бюро перепису населення США в 2010 році місто мало площу 4,75 км², з яких 4,62 км² — суходіл та 0,13 км² — водойми.

## Демографія
Згідно з переписом 2010 року, у місті мешкали 883 особи в 366 домогосподарствах у складі 260 родин. Густота населення становила 186 осіб/км².  Було 455 помешкань (96/км²).
Расовий склад населення:
| - 94,2 % — білих - 2,2 % — азіатів - 0,9 % — корінних американців - 0,6 % — чорних або афроамериканців - 1,1 % — осіб інших рас |

До двох чи більше рас належало 1,0 %. Частка іспаномовних становила 4,9 % від усіх жителів.
За віковим діапазоном населення розподілялося таким чином: 18,1 % — особи молодші 18 років, 59,2 % — особи у віці 18—64 років, 22,7 % — особи у віці 65 років та старші. Медіана віку мешканця становила 48,9 року. На 100 осіб жіночої статі у місті припадало 100,7 чоловіків;  на 100 жінок у віці від 18 років та старших — 95,9 чоловіків також старших 18 років.
Середній дохід на одне домашнє господарство  становив 67 088 доларів США (медіана — 40 104), а середній дохід на одну сім'ю — 86 007 доларів (медіана — 54 464). Медіана доходів становила 56 250 доларів для чоловіків та 39 219 доларів для жінок. За межею бідності перебувало 16,4 % осіб, у тому числі 17,0 % дітей у віці до 18 років та 15,1 % осіб у віці 65 років та старших.
Цивільне працевлаштоване населення становило 315 осіб. Основні галузі зайнятості: роздрібна торгівля — 24,4 %, освіта, охорона здоров'я та соціальна допомога — 16,5 %, будівництво — 13,0 %, виробництво — 12,7 %.